# Hans-Josef Holtappels
Hans-Josef Holtappels (* 1938 in Kevelaer) ist ein ehemaliger deutscher Pädagoge, Rektor und Kommunalpolitiker (CDU).

## Biografie
Holtappels besuchte das bischöfliche Internat Collegium Augustinianum Gaesdonck in Goch. Nach seinem Abitur begann er ein Studium der Theologie an der RWTH Aachen, schloss dieses jedoch nicht ab und studierte Lehramt für Mathe und Religion in Aachen. Nach seinem Studium arbeitete er erst als Lehrer, später als stellvertretender Schulleiter an der Freiherr-vom-Stein Realschule Krefeld.
1977 kam er zur Ganztagsrealschule Neuss-Norf und wurde dort Rektor. Das Konstrukt einer Ganztagsrealschule war das erste seiner Art in Nordrhein-Westfalen, Holtappels führte den Ganztagsbetrieb 1981 ein. Außerdem baute er eine Sozial- und Freizeitabteilung auf und bewirkte die Übernahme der Realschule Grimlinghausen. Er promovierte 1987 in Düsseldorf. Bis 2002 leitete Holtappels die Realschule, bis er in Pension ging.
Holtappels ist verheiratet, lebt in der Morgensternheide und hat keine Kinder.

## Politik
Holtappels ist Mitglied der CDU. Nachdem er sich bei der Jungen Union engagiert hatte, war er zwischen 1985 und 1989 sachkundiger Einwohner der CDU-Fraktion, nach der Kommunalwahl 1989 saß er selbst bis 1999 im Rat der Stadt Neuss. Nach seinem Ausscheiden aus dem Stadtrat engagierte er sich weiter als Referent der CDU-Fraktion.
Holtappels war von 1994 bis 2020 Vorsitzender der SVG Neuss-Weißenberg. Nachdem er 2020 auf eine weitere Kandidatur verzichtete, wurde er zum Ehrenvorsitzenden gewählt. 2022 wurde Holtappels in die „Wall of Fame des Sports“ der Stadt Neuss aufgenommen und gewann die Auszeichnung „Zierkanne“ des Stadtsportverbands Neuss.
Holtappels ist darüber hinaus Vorsitzender des Fördervereins des Johanna-Etienne-Krankenhauses sowie des Förderkreises der Kirchenmusik am Quirinus-Münster Neuss. Er war außerdem von 1995 bis 2002 Geschäftsführer des Initiativkreises der Neusser Nordstadt.
Im Jahr 2000 wurde ihm für sein Engagement durch den Neusser Landrat Dieter Patt das Bundesverdienstkreuz am Bande verliehen.

## Veröffentlichungen
- Hans-Josef Holtappels, Janbernd Wolfering: Verordnung über die Ausbildung und die Abschlussprüfungen in der Sekundarstufe I. 5. Auflage. Verlag für Wirtschaft und Verwaltung Hubert Wingen, Essen 2019, ISBN 978-3-8028-0613-1
- Hans-Josef Holtappels: Ganztagsschule: Erwartungen und Möglichkeiten, Chancen und Risiken. Verlag für Wirtschaft und Verwaltung Wingen, Essen 2004, ISBN 978-3-8028-0533-2
- Hans-Josef Holtappels: Der Schulleiter zwischen Anspruch und Wirklichkeit. Verlag für Wirtschaft und Verwaltung Hubert Wingen, Essen 1991, ISBN 978-3-8028-0180-8
- Hans-Josef Holtappels, Georg Bönders: Die Schulleitung: ein wertender Vergleich zwischen den Bundesländern. Verlag für Wirtschaft und Verwaltung Hubert Wingen, Essen 1991, ISBN 978-3-8028-0173-0
- Hans-Josef Holtappels: Zusammenarbeit Ganztagsschule und Eltern. In: Die Realschule, 91. Auflage. Verband Deutscher Realschullehrer, Hannover 1983, ISSN 0342-829X, S. 498ff.